# Anomala martyi
Espèce
Anomala martyi est une espèce fossile de coléoptères de la sous-famille des Rutelinae (famille des Scarabaeidae).

## Classification
Anomala martyi est décrite en 1939 par les deux paléontologues français Louis Émile Piton (1909-1945) et Nicolas Théobald (1903-1981),. 

### Fossiles
L'holotype MNHN-F-R55029 est un élytre, conservé au muséum national d'histoire naturelle de Paris, venant de la localité de Puy-Saint-Jean, sur la commune de Vertaizon, à l'est de Clermont-Ferrand et au nord-est de Mur-sur-Allier, près d'un lac de cratère de l'Oligocène, collecté par M. A. Rudel.

### Étymologie
L'épithète spécifique « martyi » a été donnée en l'honneur de Pierre Marty, contemporain de Nicolas Théobald, spécialiste de la paléontologie du Cantal, et qui a connu et fréquenté Jean-Baptiste Rames (1832-1894) d'Aurillac et contemporain du docteur et paléontologue Louis Émile Piton (1909-1945).

## Description

### Caractères
« Empreinte et contre-empreinte. Cet élytre gauche appartient indiscutablement à un Lamellicorne. Les côtes primaires sont formées chacune de trois petites lignes saillantes en relief léger, se rapprochant légèrement de la base à l'apex de l'élytre où elles deviennent franchement convergentes. L'élytre est finement rebordé et sa surface couverte d'une ponctuation très fine assez serrée. L'épaule est légèrement saillante. ».

### Dimensions
Élytre long de 13 mm, large de 6 mm.

### Affinités
« L'ensemble des caractères rangent sans doute possible le fossile dans la tribu des Rutelinae, à large répartition méditerranéenne et subtropicale. Il semble bien que nous ayons affaire, en raison de l'allure particulière des côtes, à une espèce nouvelle du genre Anomalia. Celui-ci a été trouvé fossile dans l'Aquitanien de Rott et le Miocène d'Oeningen. Notre espèce s'éloigne suffisamment des formes fossiles déjà connues pour mériter un nom particulier. Elle se rapproche plutôt des espèces méditerranéennes actuelles ».

## Galerie
- Quelques espèces vivantes du genre Anomala.
- Anomala binotata.
- Anomala dubia.
- Anomala dubia - vue de côté.
- Anomala mongolica.
- Anomala orientalis.
- Anomala orientalis

### Publication originale
- [1939] Louis Émile Piton et Nicolas Théobald, « Poissons, crustacés et insectes fossiles de l'Oligocène du Puy-de-Mur (Auvergne). », Mémoires de la Société des Sciences de Nancy, vol. 4,‎ 1939, p. 11-47, 28 fig., 2 pl. (ISSN 0369-2183).